# Takeshi Natori
Takeshi Natori (名取 武 Natori Takeshi?) fue un futbolista japonés que se desempeñaba como delantero.
Natori fue elegido para integrar la selección nacional de Japón para los Juegos del Lejano Oriente de 1934. En 1934, Natori jugó para la selección de fútbol de Japón.

## Trayectoria

### Clubes
| Club                  | País  | Año  |
| --------------------- | ----- | ---- |
| Universidad de Waseda | Japón | ???? |

### Selección nacional
| Selección | País  | Año  |
| --------- | ----- | ---- |
| Absoluta  | Japón | 1934 |

## Estadística de equipo nacional
| Selección de Japón | Selección de Japón | Selección de Japón |
| Año                | Part.              | Goles              |
| ------------------ | ------------------ | ------------------ |
| 1934               | 1                  | 1                  |
| Total              | 1                  | 1                  |